# Браславский, Владимир Григорьевич
Браславский Владимир Григорьевич (9 декабря 1927, Киев — 11 апреля 1990, Кривой Рог, Днепропетровская область) — советский театральный актёр и режиссёр. Заслуженный артист Украинской ССР (1975).

## Биография
Родился 9 декабря 1927 года в Киеве.
В 1947 году окончил театральную студию в Горьком. С 1947 года работал актёром и режиссёром в Криворожском театре русской драмы имени Т. Г. Шевченко (до 1949 года в Днепродзержинске).
В 1975 году окончил режиссёрский факультет Киевского института театрального искусства.
Актёр высокого комедийного дарования, которому были присущи эмоциональность, непосредственность, глубокое проникновение в психологию создаваемых образов. Сыграл более 200 ролей. Был дружен с Виктором Некрасовым. Депутат Криворожского городского совета.
Умер 11 апреля 1990 года в городе Кривой Рог.

## Награды
- Заслуженный артист Украинской ССР (1975);
- Почётная грамота Президиума Верховного Совета УССР.

## Память
Имя носит городское еврейское общество в Кривом Роге.